# Genovevaburg

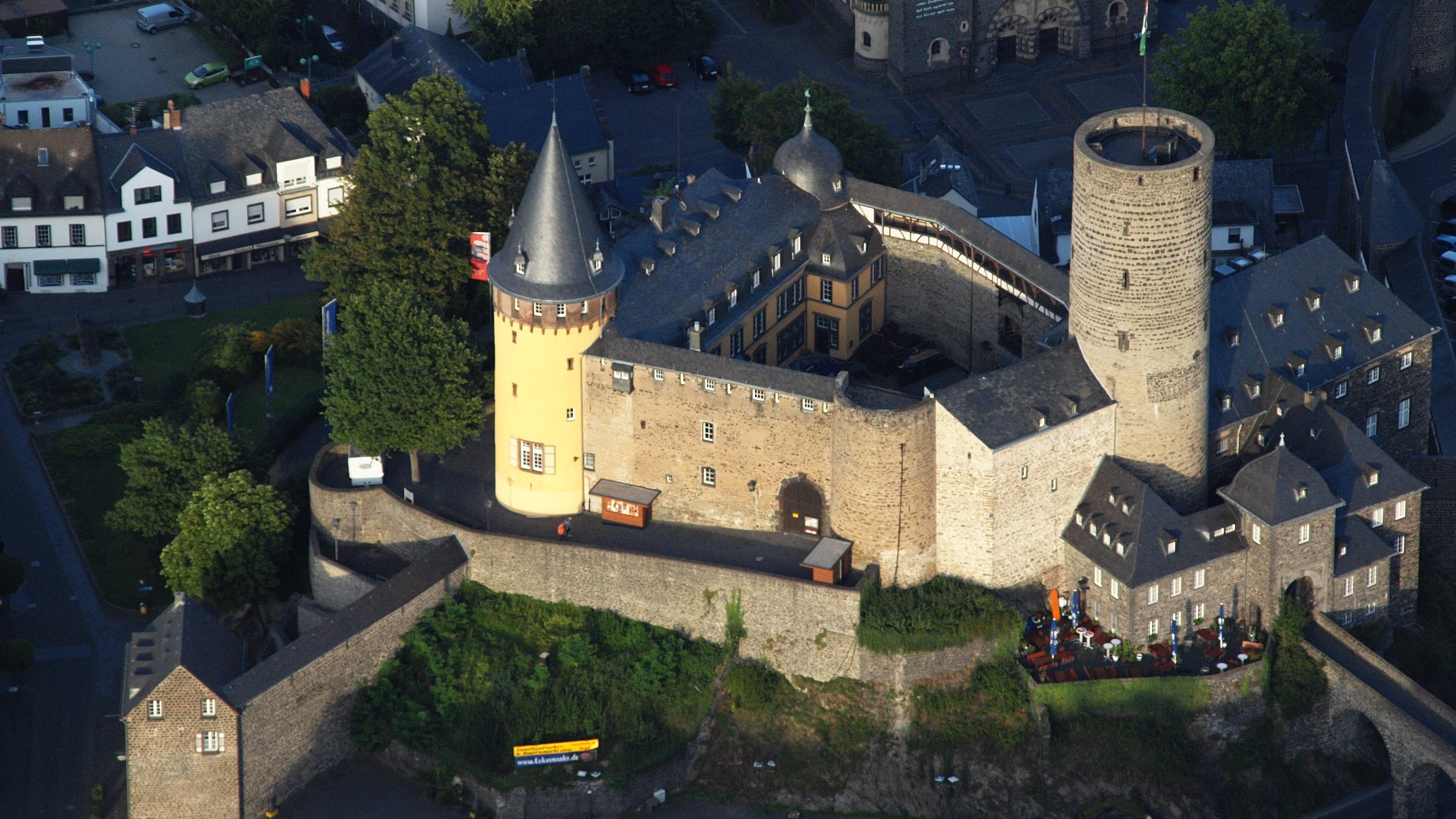
Genovevaburg, Luftaufnahme (2015)

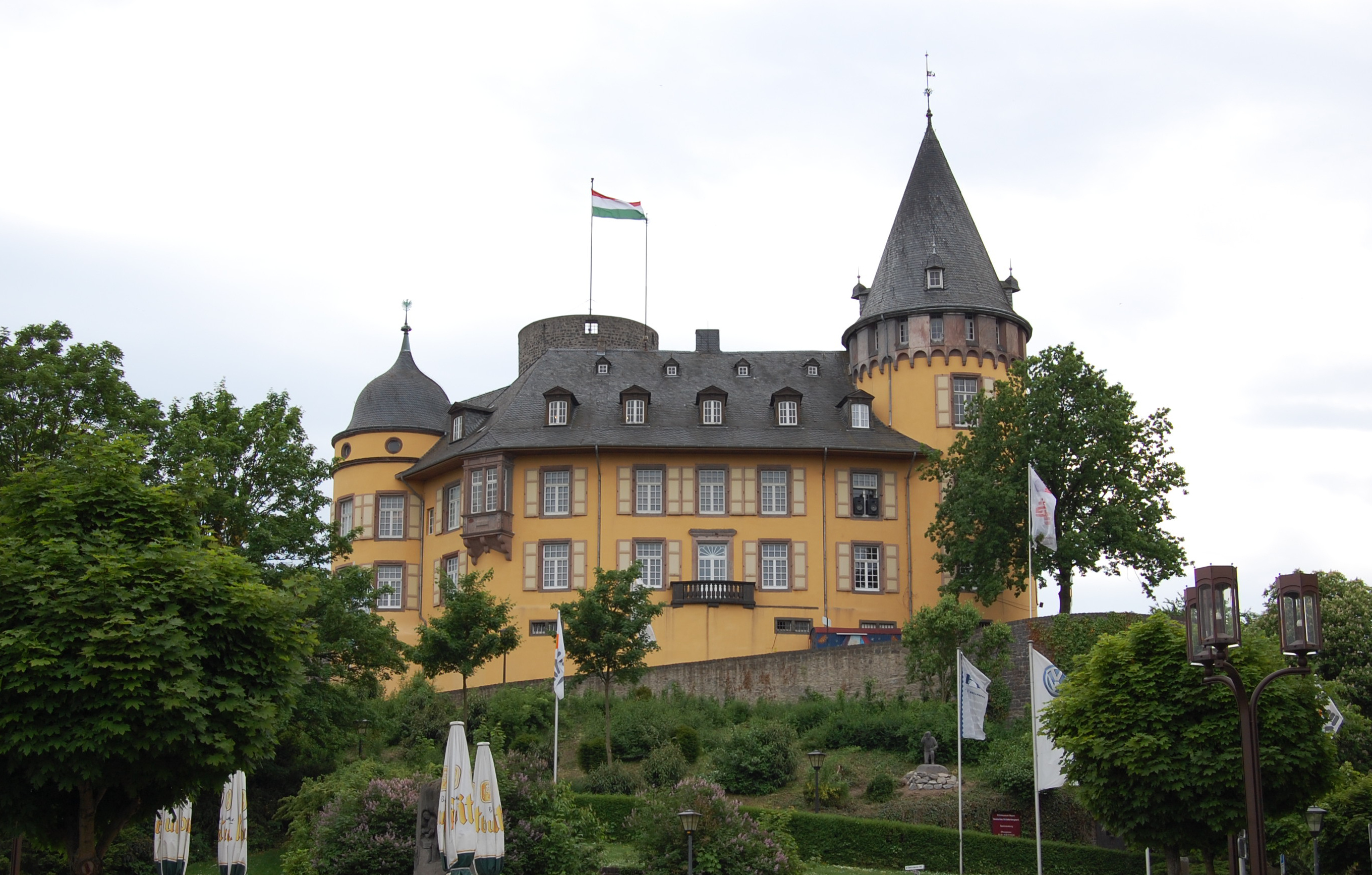
Genovevaburg, Ansicht von Nordosten (2011)

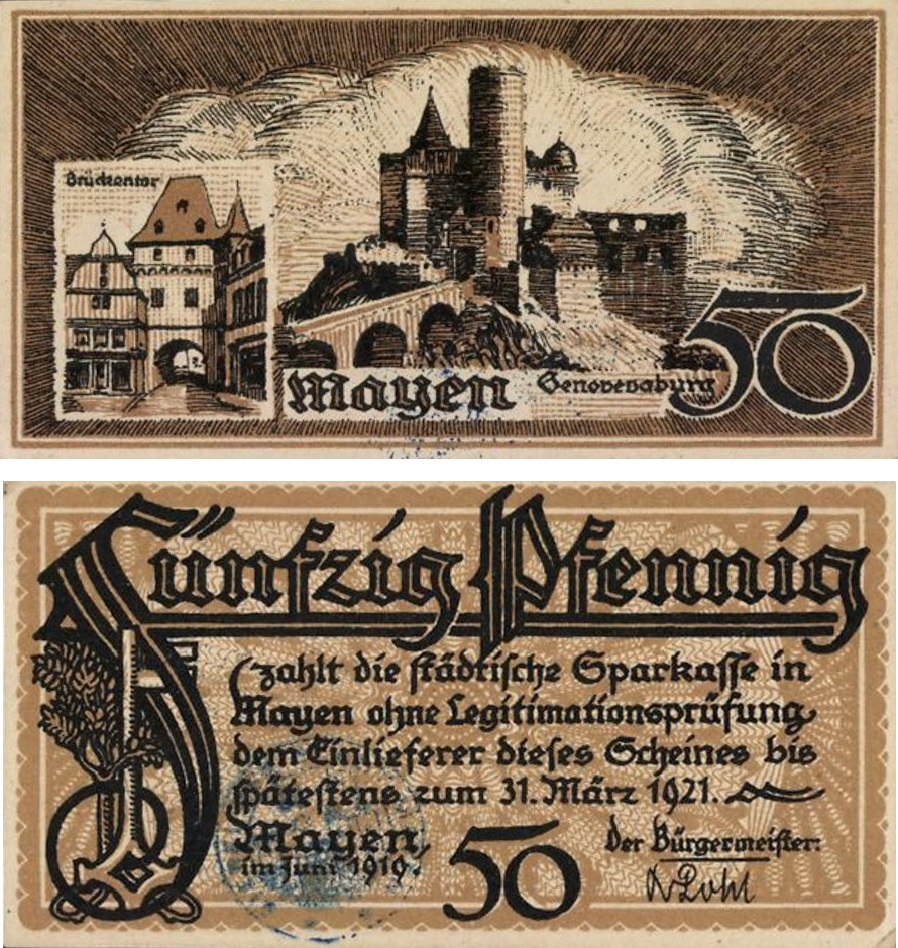
Notgeld Mayen, 1919, 50 Pfennig, Genovevaburg und Brückentor

Eingebunden in die mittelalterliche Stadtbefestigung erhebt sich die Genovevaburg an der Südwestseite der Stadt Mayen in Rheinland-Pfalz. Die Burg ist das Wahrzeichen Mayens und wurde seit ihrer ersten Zerstörung im Jahr 1689 mehrfach rekonstruierend wiederaufgebaut. Ihr Name basiert auf einer Sage, nach der auf der gleichen Anhöhe in (bzw. damals über) Mayen der Sitz des Pfalzgrafen Siegfried und seiner Frau Genoveva von Brabant gewesen sein soll. Früheste Hinweise zum regionalen Bezug der Sage datieren auf das 17. Jahrhundert. Seit wann die Burg bzw. ihr Bergfried, der sogenannte Goloturm, namentlich mit der Sage verknüpft werden, ist unbekannt.

## Geschichte

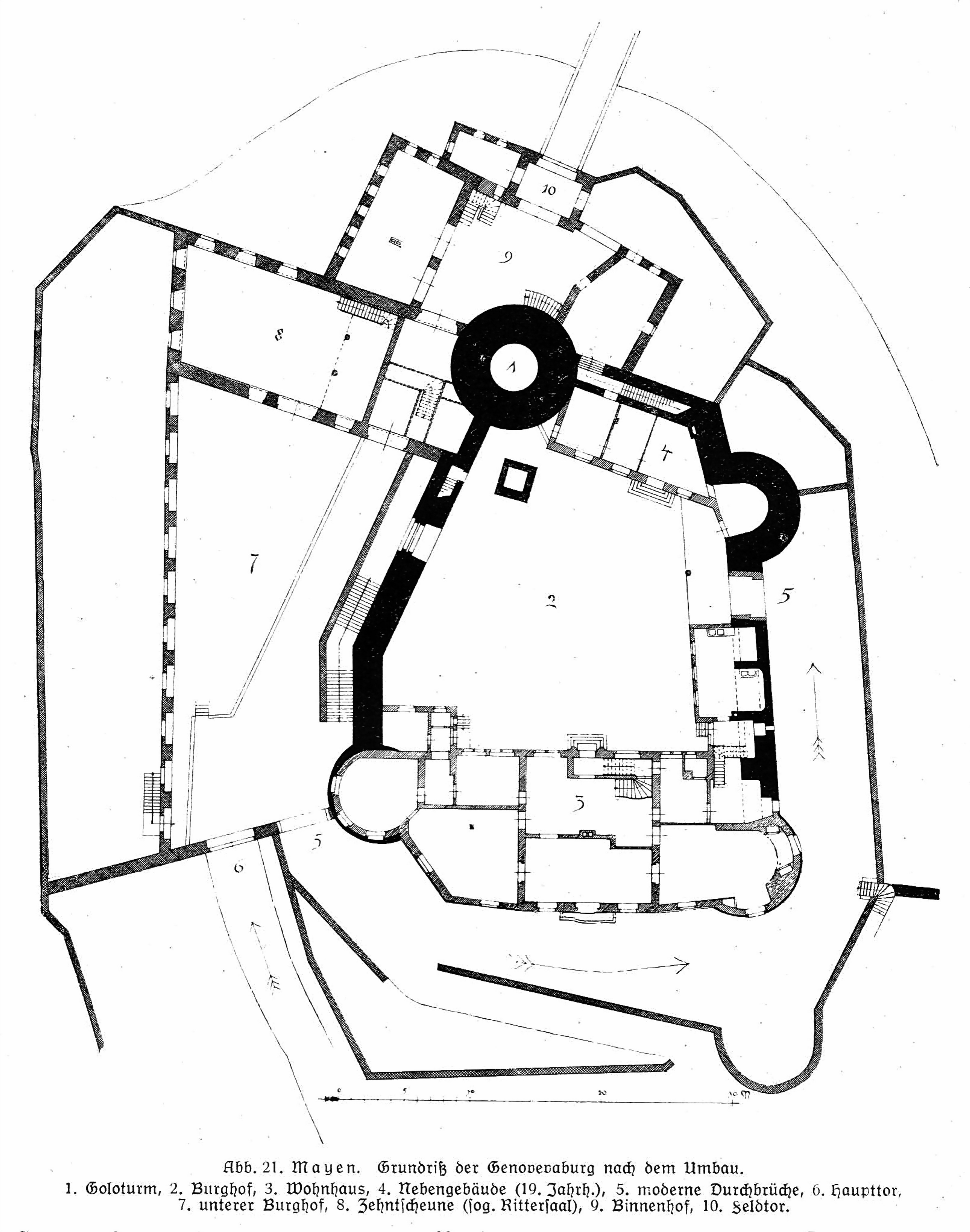
Grundriss der Genovebaburg nach dem Umbau (ca. 1898)

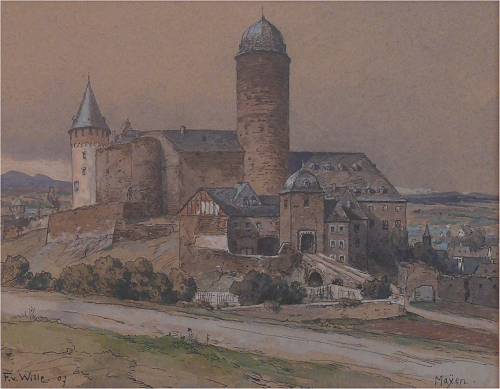
Die Genovevaburg auf einem Aquarell von Fritz von Wille (1907)

Urkundliche Erwähnung findet die Mayener Genovevaburg erstmals im Jahr 1281, doch gilt es als sicher, dass ihr Bau bereits ein Jahr zuvor unter dem Trierer Kurfürsten Heinrich II. von Finstingen begonnen wurde. Sie entstand zur Sicherung der Trierer Interessen gegenüber Kurköln. Heinrichs Nachfolger, Bohemond von Warnesberg, erreichte sogar, dass dem Ort Mayen 1291 durch König Rudolf I. von Habsburg die Stadtrechte zuerkannt wurden.
Nach ihrer Errichtung blieb die Burg 400 Jahre lang unversehrt. Dies änderte sich erst mit der Einnahme Mayens durch französische Truppen während des Pfälzischen Erbfolgekriegs. Am 6. Mai 1689 ließ General François d’Escoubleau das churfürstlich Schloß von seinen Soldaten niederbrennen.
Doch bereits ein Jahr später beauftragte der Erzbischof und Kurfürst Johann Hugo von Orsbeck seinen späteren Hofbaumeister Philipp Honorius von Ravensteyn mit dem Wiederaufbau und der Erweiterung der Anlage. Im Zuge dieser Arbeiten wurden die Wehrgänge neu überdacht und die Ecktürme mit geschweiften Hauben versehen. Außerdem mussten die gotischen Spitzbogenfenster barocken Doppelfenstern weichen.
Ab 1707 ließ der Kurfürst dann die „Unterburg“ aus Basaltlava bauen. Neben einem Marstall und Ställen wurde ein Torbau am sogenannten „kleinen Burghof“ errichtet. Von seinem Engagement als Bauherr zeugt noch heute sein Wappen auf dem barocken Portal des stadtseitigen Burgeingangs.
Unter französischer Herrschaft wurde die Genovevaburg zu Nationaleigentum erklärt und am 8. August 1803 versteigert. Für die Summe von 8100 Francs kam Philipp Hartung, dessen Vater bereits seit 1793 Pächter der Burganlage war, in ihren Besitz. Er verkaufte sie Stück für Stück auf Abriss und ließ dafür das Amtshaus und den Ostturm abtragen. 1815 wurde auch das Gebäude der Oberburg abgerissen.
Ab 1821 wurde ein Raum in der Burg an die neuentstandene evangelische Gemeinde als „Betsaal“ verpachtet, sodass die Genovevaburg zum ersten Ort des evangelischen Gottesdienstes in Mayen und Umgebung wurde. 1830 erwarb die Gemeinde sogar die ganze Burg für 600 Taler. Da allerdings die Koblenzer Regierung die Einwilligung zum Kaufakt nicht rechtzeitig gab, wurde sie stattdessen an Friedensrichter Cadenbach verkauft. Die Gemeinde verzichtete auf Anraten der Regierung darauf, ihr Recht vor Gericht durchzusetzen, um das Verhältnis der Konfessionen nicht zu verschlechtern. Cadenbach baute die Ruine wieder auf, was dazu führte, dass das Gericht zeitweise in den Burggebäuden beheimatet war.
Nach Cadenbach hielt eine Brauerei samt Gasthaus Einzug in die Burggemäuer. Die Firma ließ die Anlage nach ihren Bedürfnissen umgestalten und schreckte auch nicht davor zurück, den Bergfried als Getreidesilo zu nutzen. Doch die Brauerei blieb nicht lange dort ansässig. 1880 kaufte eine Aktionärsgemeinschaft der Mayener Volksbank die Anlage und verkaufte einen Großteil der Oberburg 13 Jahre später an einen Kaufmann. Dieser ließ sie sich im Stil der Neorenaissance als Wohnsitz umbauen.
Am 7. November 1902 ging die Genovevaburg in Flammen auf, und große Teile von ihr wurden durch das Feuer zerstört.
Erst als der Diplom-Ingenieur Arend Scholten 1910 die Anlage kaufte und sie ab 1918 nach historischem Vorbild restaurieren und wiederaufbauen ließ, brachen für die Anlage bessere Zeiten an. Im Zuge dieser Arbeiten wurden auch viele der baulichen Neorenaissance-Elemente wieder entfernt. Scholten war es auch, der die Burg wieder der Öffentlichkeit zugänglich machte, indem er 1921 die Einrichtung des Eifelmuseums (früher: Eifeler Landschaftsmuseum) im wiedererrichteten Marstall ermöglichte.
1938 erwarb die Stadt Mayen die Burg. Nur ein Jahr später wurden die darin befindlichen, leerstehenden Räume per Beschlagnahmung für militärische und Verwaltungszwecke akquiriert.
Während des Zweiten Weltkriegs wurden zahlreiche Anbauten der Burganlage zerstört. Doch ungeachtet dessen fanden nach 1945 die Mayener Stadtverwaltung und eine Landwirtschaftsschule dort eine vorübergehende Bleibe. Die Beseitigung der Kriegsschäden dauerte bis in das Jahr 1984.

## Nutzung

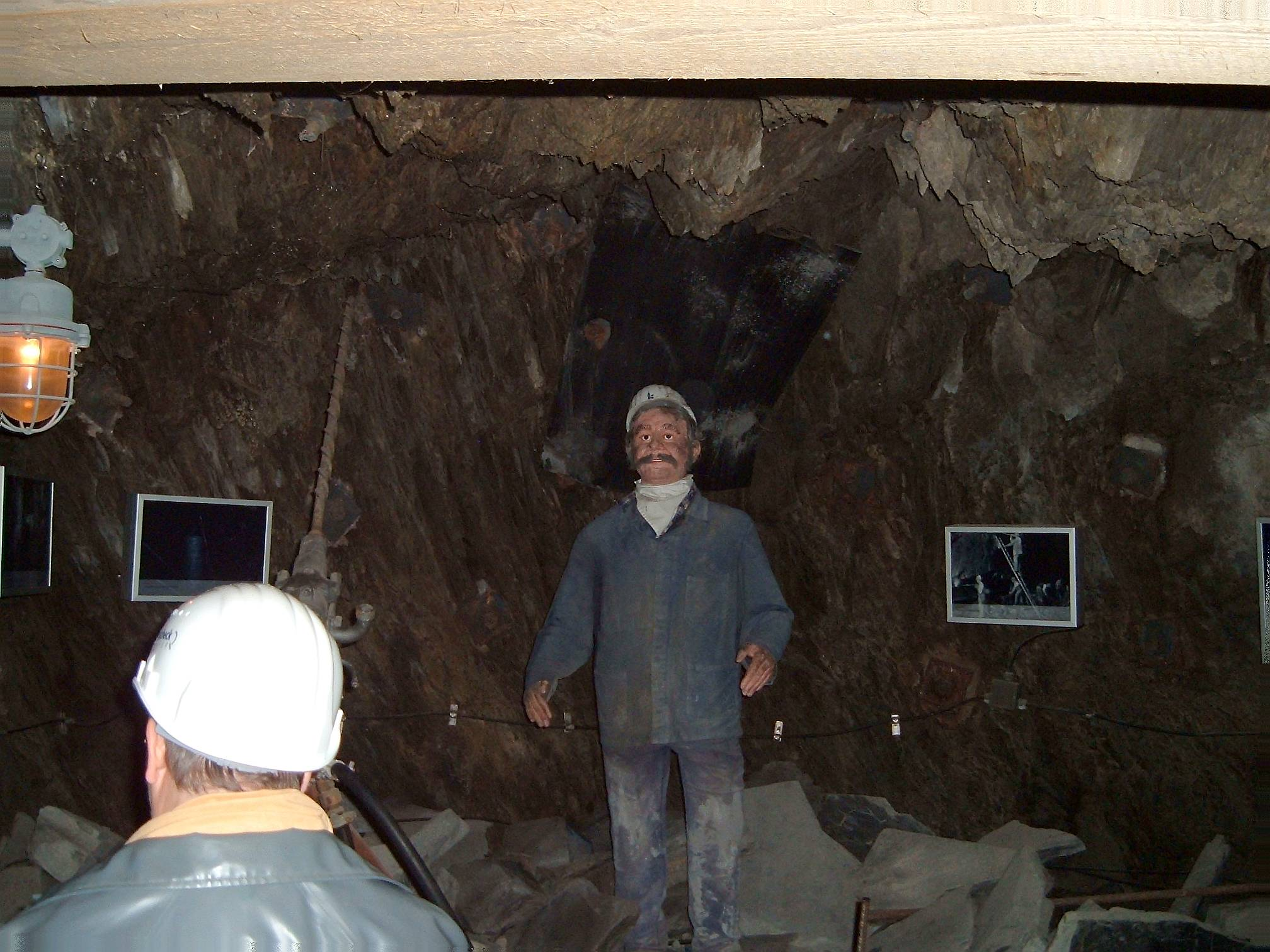
Schiefer-Schaubergwerk unter der Genovevaburg

In der Anlage ist das Eifelmuseum mit Deutschem Schiefermuseum untergebracht. Es informiert nicht nur über alle Aspekte rund um das Thema Eifel, sondern auch über das Baumaterial Schiefer, mit dem alle Dächer der Burg gedeckt sind. Dazu gehört auch das unter der Burg im Burgfelsen existierende Stollensystem, das museal als Schieferbergwerk gestaltet ist. Zusätzlich ist in der Genovevaburg die mehr als 10.000 Bände umfassende Eifelbibliothek beheimatet. Diese landes- und heimatkundliche Fachbücherei wird gemeinsam vom Eifelverein und dem Mayener Geschichts- und Altertumsverein betrieben und steht jedem Interessierten offen.
Der Innenhof der Genovevaburg ist alljährlich von Ende Mai bis Ende August Kulisse der Burgfestspiele Mayen, einer weit über die Stadtgrenzen hinaus bekannte Reihe von Theaterveranstaltungen.

## Beschreibung

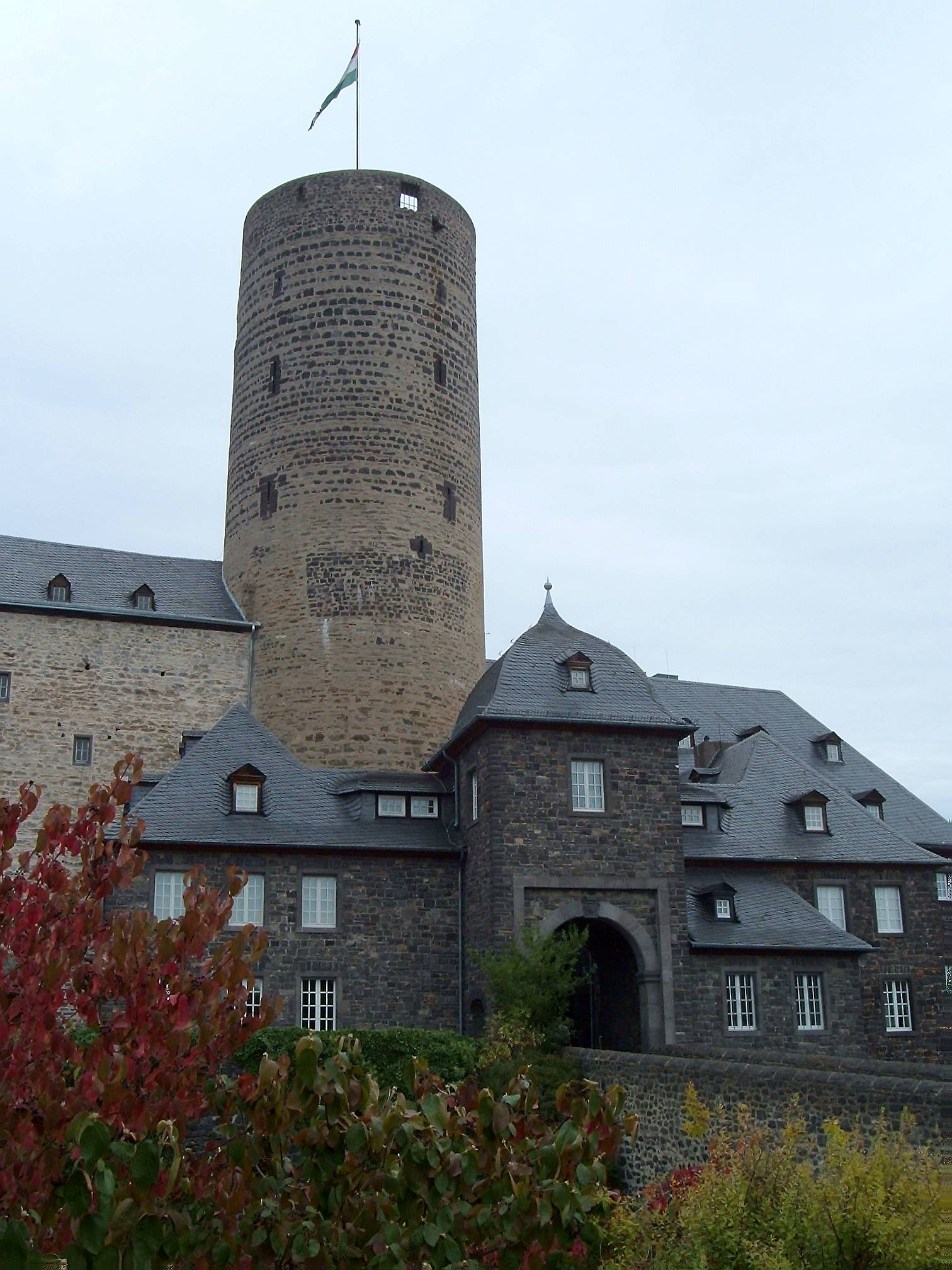
Ansicht von Südwesten (2008)

Die Burg und der sich nördlich anschließende Marktplatz von Mayen bilden das Zentrum der Stadt. Die heute unregelmäßig siebeneckige Anlage war einst durch Halsgraben, Zwinger und Bergfried zur stadtabgewandten Seite gesichert. Durch den Halsgraben verläuft heute eine Hauptverkehrsstraße. Sie wird überspannt von einer etwa 20 Meter langen gotischen Bogenbrücke aus Stein.
Der zinnenbewehrte Bergfried erhielt wie die Burg in Anlehnung an die Genovevasage seinen Namen: Goloturm. Er ist 34 Meter hoch und hat im Untergeschoss 3,70 Meter dicke Mauern bei einem Durchmesser von 10,34 Meter. In seinem kuppelgewölbten Untergeschoss befand sich früher ein Verlies. Im Erdgeschoss sind zwei Gefängniszellen verbürgt, in denen nicht nur Verbrecher und unliebsame politische Gegner festgehalten wurden, Quellen aus dem 16. Jahrhundert berichten auch von der Hexerei für schuldig befundenen Frauen, die dort ihrer Hinrichtung harrten. Der Turm kann während der Öffnungszeiten des Eifelmuseums als Aussichtsturm bestiegen werden. Der Zugang erfolgt durch das Museum entweder mit einem Fahrstuhl oder über Treppen zu dessen zweiter Ebene, von dort über mehrere Treppenabschnitte zum Wehrgang und zur Wendeltreppe im Turm.
An der Stelle des heutigen barocken Wohngebäudes lag an der Nordseite der Anlage früher der Hauptwohnbau, der die gesamte Breite der Kernburg ausmachte. Ihm gegenüber lagen im Süden vermutlich Wirtschaftsgebäude.
Ab dem Jahr 1362 ist eine Burgkapelle bezeugt.